# Philipsburg (Montana)
Philipsburg es un pueblo ubicado en el condado de Granite en el estado estadounidense de Montana. En el Censo de 2010 tenía una población de 820 habitantes y una densidad poblacional de 395,26 personas por km².

## Geografía
Philipsburg se encuentra ubicado en las coordenadas 46°19′57″N 113°17′45″O / 46.33250, -113.29583. Según la Oficina del Censo de los Estados Unidos, Philipsburg tiene una superficie total de 2.07 km², de la cual 2.07 km² corresponden a tierra firme y (0%) 0 km² es agua.

## Demografía
Según el censo de 2010, había 820 personas residiendo en Philipsburg. La densidad de población era de 395,26 hab./km². De los 820 habitantes, Philipsburg estaba compuesto por el 96.83% blancos, el 0.12% eran afroamericanos, el 0.85% eran amerindios, el 0.24% eran asiáticos, el 0% eran isleños del Pacífico, el 0.37% eran de otras razas y el 1.59% pertenecían a dos o más razas. Del total de la población el 1.83% eran hispanos o latinos de cualquier raza.

## Economía
Desde el cierre de las minas y aserraderos locales en la década de 1980, el futuro de la ciudad era incierto. El condado circundante alberga más de 24 pueblos fantasmas de antiguos pueblos mineros y madereros. Sin embargo, la década de 1990 vio una ola de recién llegados que compraban y restauraban los numerosos edificios en el distrito histórico de la ciudad. Estos incluyeron varios minoristas que expandieron la popularidad de la caza de zafiros en grava de la cercana cordillera Sapphire Mountain. 
La tienda de golosinas Sweet Palace abrió en 1998 y se convirtió en un destino turístico regional. En 2003, el cineasta Jim Jenner reabrió el histórico Hotel Broadway y siguieron muchas otras operaciones de alojamiento. La premiada película de Jenner en 2017, Saving the Burg, capturó la historia del renacimiento de la ciudad y se emitió en PBS más de una docena de veces.
Las principales industrias en Philipsburg son el alojamiento y el servicio de alimentos, los servicios educativos, la atención médica y la asistencia social. Los principales campos laborales son Servicio, Gestión, Negocios, Ciencias y Artes, Ventas y Oficina.
The Ranch at Rock Creek es el empleador privado más grande del condado de Granite. Es un rancho de lujo, inaugurado en 2007 y ubicado a 15 minutos del pueblo, para celebridades y gente acomodada.
Otros empleadores importantes son Discovery Basin Ski Area, Granite County Medical Center and Rest Home y el distrito escolar de Philipsburg.
Philipsburg Brewing Company abrió en 2012 en el histórico edificio Sayrs, y se expandió en 2015 a la histórica Silver Springs Brewery en el extremo este de la ciudad. La cervecería vende cerveza embotellada y en barril en todo Montana y recientemente se expandió para vender agua potable en botellas de aluminio reciclables. El empaque ecológico ha dado lugar a contratos para proporcionar agua embotellada a los concesionarios de Yellowstone y del parque nacional Glacier.
Project Vote Smart estuvo ubicado aproximadamente a 25 millas de Philipsburg durante 16 años. Anualmente atraía a pasantes para trabajar en su base de datos y muchos de los empleados de la organización vivían en Philipsburg. Después de las elecciones presidenciales de 2016, Vote Smart se trasladó a Des Moines, Iowa.

## En la cultura
Philipsburg se destaca por ser el escenario y tema del poema "Degrees of Grey in Philipsburg" del célebre poeta del noroeste, Richard Hugo .
La actriz Kate Bosworth se casó con el director estadounidense Michael Polish en Philipsburg el 31 de agosto de 2013. La actriz Scarlett Johansson se casó con su novio, el periodista francés Romain Dauriac, en Philipsburg el 1 de octubre de 2014. Kate Bosworth y Scarlett Johansson aparecieron juntas en la película de 1998 The Horse Whisperer, gran parte de la cual se rodó en Montana.
Philipsburg ganó el premio de la revista Sunset 2015 al "Mejor cambio de imagen municipal", superando a los participantes que incluían a Reno, Nevada y Sacramento, California .

## Galería

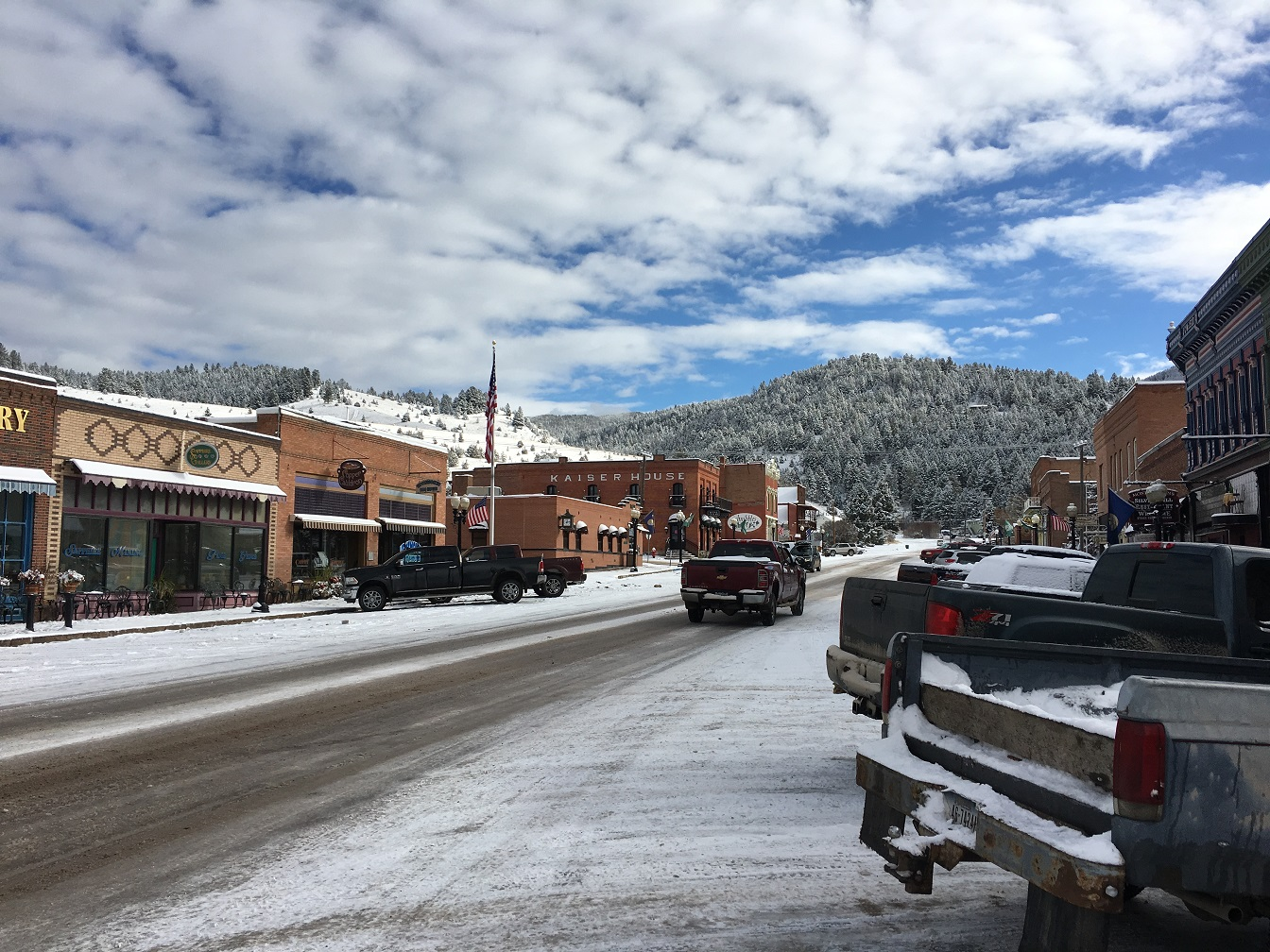
Calle principal
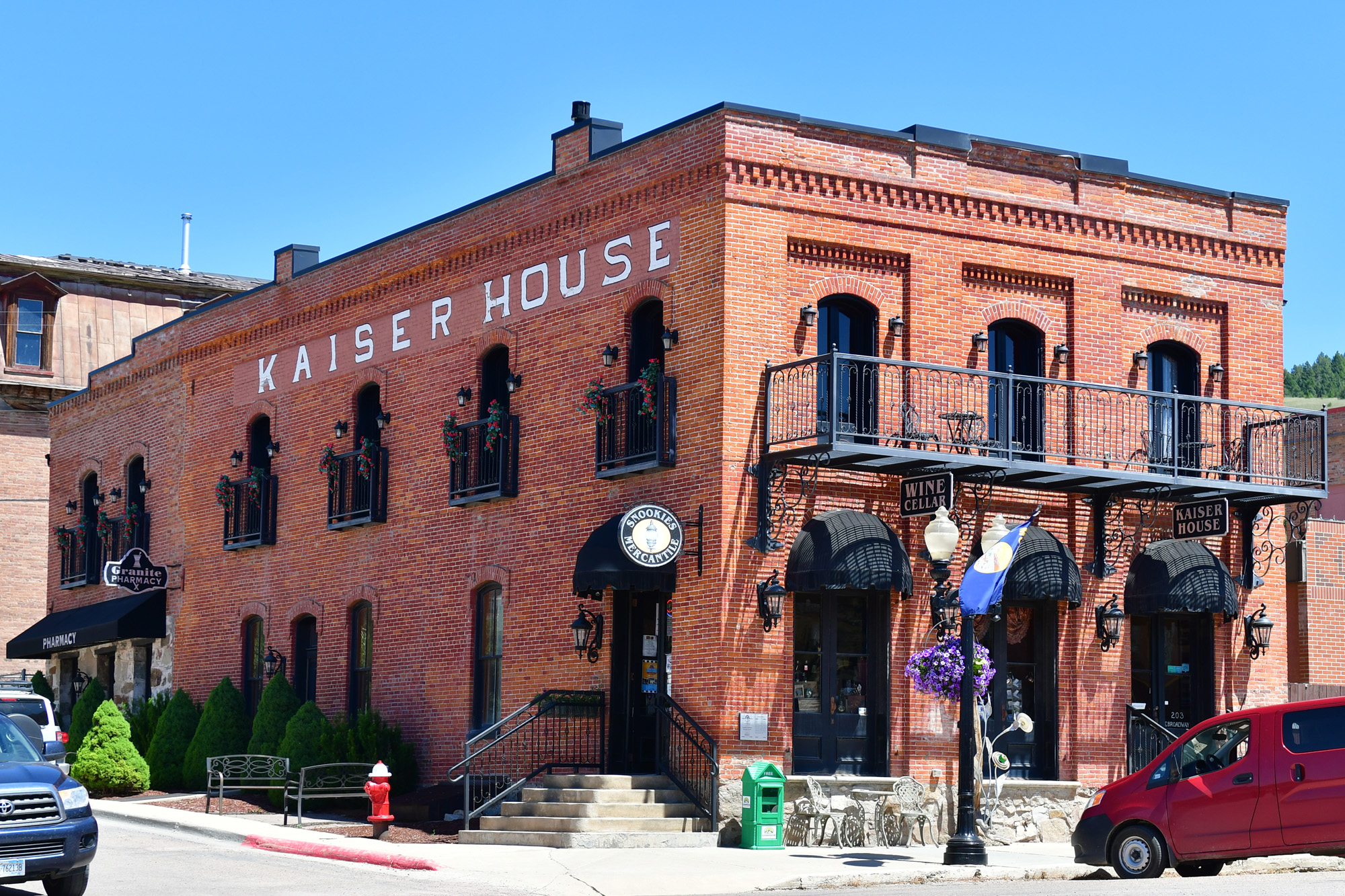
Kaiser House
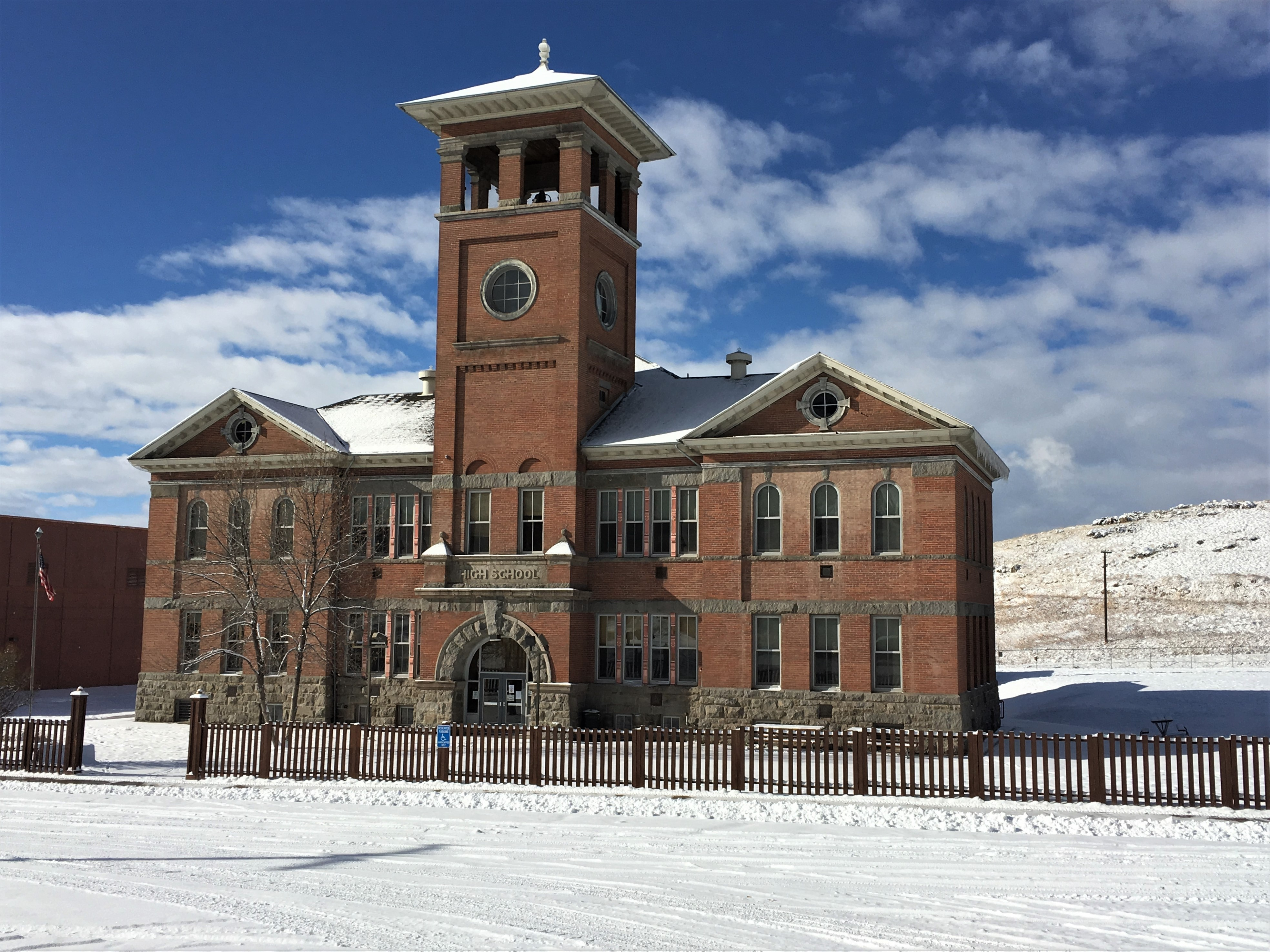
Philipsburg Grade School